# الغزو الإسباني لطرابلس (1510)
كان غزو طرابلس حملة بحرية بقيادة بيدرو نافارو. في صباح يوم الخميس، 25 يوليو 1510، يوم القديس يعقوب، وصل أسطول إسباني بقيادة نافارو أمام طرابلس. جاء حوالي 6000 من مشاة البحرية من السفن الإسبانية، نصفهم كانوا يعملون في حصار المدينة، في حين بقي الآخرون في المخيم لمنع أي هجوم عثماني من المناطق النائية. مع الاستخدام الفعال للمدفعية البحرية، استولى الأسبان بسرعة على المدينة.
بعد الاستيلاء على المدينة، دمرت القوات الإسبانية العديد من مبانيها وقتلت أو استعبدت الكثير من السكان. في 1524،[بحاجة لمصدر] منحت إسبانيا طرابلس لفرسان القديس يوحنا الذين خسروا المدينة عام 1551 أمام القائد العثماني سنان باشا.